# Omolicna proxima
Omolicna proxima är en insektsart som beskrevs av Ronald Gordon Fennah 1945. Omolicna proxima ingår i släktet Omolicna och familjen Derbidae. Inga underarter finns listade i Catalogue of Life.